# Akadische Halbinsel
Die Akadische Halbinsel (englisch Acadian Peninsula, französisch Péninsule acadienne) umfasst den Nordosten der kanadischen Atlantikprovinz New Brunswick. Sie befindet sich im Südwesten des Sankt-Lorenz-Golfes und der Baie des Chaleurs. Der Name der Halbinsel wurde von der seit der Mitte des 18. Jahrhunderts hier ansässigen französischsprachigen Bevölkerung abgeleitet, den Akadiern. In kultureller Hinsicht werden die vor der nordöstlichen Spitze der Halbinsel liegenden beiden Inseln Lamèque und Miscou diesem Gebiet ebenfalls zugerechnet.

## Geschichte
Einzelne französische Handelsposten waren bereits im 17. Jahrhundert in der Region errichtet worden. Die eigentliche Besiedelung der Halbinsel setzte allerdings erst nach 1755 ein. In diesem Jahr hatten britische Militärbehörden damit begonnen, alle in ihrem Machtbereich siedelnden Akadier in die südlicher gelegenen englischen Kolonien zu deportieren. Dies betraf zunächst und vor allem diejenigen Siedler, die auf der Nova-Scotia-Halbinsel beheimatet waren, einem Gebiet, das damals auch als Akadische Halbinsel bezeichnet wurde. Nur einer Minderheit der Akadier gelang es damals, sich den Deportationsmaßnahmen durch die Flucht in französisch kontrollierte Gebiete zu entziehen. Vieler dieser Flüchtlinge gehörten schließlich zu den ersten Siedlern auf der (neuen) Akadischen Halbinsel. Später folgten dann auch deportierte zurückgekehrte Akadier, denn die britischen Behörden verweigerten ihnen die erneute Wiederansiedlung in ihren alten Heimatgebieten auf dem festländischen Nova Scotia.

## Wirtschaft
Der wichtigste Wirtschaftszweig auf der Halbinsel ist der Fischfang, gefolgt vom landwirtschaftlichen Sektor. In der Gegend um Shippigan und auf der gegenüberliegenden Insel Lameque gibt es zahlreiche Torfmoore, die einen wichtigen Faktor für das wirtschaftliche Wachstum des Gebietes bilden.

## Ortschaften
Der bedeutendste Ort der Halbinsel ist die Kleinstadt Caraquet. Obwohl nur gut 4.000 Einwohner zählend, gilt sie als die kulturelle Hauptstadt der atlantisch-kanadischen Akadier. Weitere wichtige Orte sind Shippigan, Tracadie, Neguac und Lamèque auf der Lamèque-Insel.